# Miconia benthamiana
Miconia benthamiana är en tvåhjärtbladig växtart som beskrevs av José Jéronimo Triana. Miconia benthamiana ingår i släktet Miconia och familjen Melastomataceae. Inga underarter finns listade i Catalogue of Life.